# 碱房乡
碱房乡，是中华人民共和国河北省承德市隆化县下辖的一个乡镇级行政单位。

## 行政区划
碱房乡下辖以下地区：
碱房村、敖包村、羊鹿沟村、韭菜沟村、马道村、榆树川村和燕子窝村。